# Дырдин, Вячеслав Александрович
Вячесла́в Алекса́ндрович Ды́рдин − российский военачальник, Командующий 61-й Воздушной Армией ВГК (1997—1999), генерал-лейтенант авиации.

## Биография
Родился 4 сентября 1944 года в городе Оренбург.  В 1961 году после учебы средней школы работал слесарем на машиностроительном заводе.
Поступил в Балашовское высшее военное авиационное училище летчиков, которое окончил в 1966 году.
Военную службу в Военно-транспортной авиации начал помощником командира корабля.
В 1973 году окончил Командный факультет ВВА имени Юрия Гагарина.
В 1977—1979 годы - командир авиационного полка 18-й гвардейской военно-транспортной авиационной дивизии.
С 1981 по 1983 год учился на основном факультете Военной Академии Генерального штаба ВС СССР имени К.Е. Ворошилова.
С 1983 по 1985 год командовал 12-й Военно-транспортной авиационной дивизией ВВС СССР. После этого, в 1986—1991 гг., служил начальником штаба ВТА.
Участник войны в Афганистане.
В 1997 году назначен командующим 61-й Воздушной армией ВВС России, занимал этот пост до 1999 года.
За все время службы освоил 6 типов самолетов при общем налете 4000 часов.
Умер 8 мая 2003 года.

## Награды и звания
- Заслуженный военный летчик Российской Федерации
- Орден Красной Звезды
- Орден «За службу Родине в Вооруженных Силах СССР» 2 и 3 степеней
- Орден «За военные заслуги»
- Орден «Слава» Республики Афганистан